# Artem Klimenko
Artem Klimenko (en russe : Артём Анатольевич Клименко, Artiom Anatolievitch Klimenko), né le 10 janvier 1994 à Marioupol en Ukraine, est un joueur russe de basket-ball. Il évolue au poste de pivot.

## Biographie
En juillet 2021, Klimenko reste à l'UNICS Kazan avec un nouveau contrat d'une saison (et une saison additionnelle en option).
En juillet 2022, Kilmenko rejoint le Zénith Saint-Pétersbourg.

## Palmarès
- Superliga A 2014
- Meilleur jeune joueur de l'année de la VTB United League 2016[3].